# Кірінда-Пухулвелла (підрозділ окружного секретаріату)
Підрозділ окружного секретаріату Кірінда-Пухулвелла — підрозділ окружного секретаріату округу Матара, Південна провінція, Шрі-Ланка. Головне місто - Кірінда-Пухулвелла. Складається з 25 Грама Ніладхарі.

## Демографія
| Кількість Грама Ніладхарі | Площа (км2) | Населення (2012) | Населення (2012) | Населення (2012)  | Населення (2012) | Населення (2012) | Населення (2012) | Густота населення (/км2) |
| Кількість Грама Ніладхарі | Площа (км2) | Сингали          | Ларакалла        | Ланкійські таміли | Індійські таміли | Інші             | Всього           | Густота населення (/км2) |
| ------------------------- | ----------- | ---------------- | ---------------- | ----------------- | ---------------- | ---------------- | ---------------- | ------------------------ |
| 25                        | 37,5        | 19,48            | 648              | 5                 | -                | 2                | 20,574           | 655                      |